# 곽종석
곽종석(郭鍾錫, 1846년 ~ 1919년)은 조선말의 주자학자·독립투사이다. 본관은 현풍. 자는 명원(鳴遠), 호는 면우(傘宇) 또는 유석(幼石). 경상도 단성(丹城) 출신이다.

## 생애
이진상(李震相)의 문인이다. 이황·이진상의 학문을 계승, 주리설을 주장하였고, 1895년 을미사변 때 영국 영사관에 일본침략 규탄을 호소하였고 1905년 을사조약 체결시에 열국공법(列國公法)에 호소할 것을 상소하였다. 1910년 한일합방 소식을 듣고 비분강개, 다음 해에 이름을 도(鋾), 자를 연길(淵吉)이라 고치고, 1919년 2월에는 유생들의 연서(連書)로 파리강화회의에 독립호소문을 발송시켜 투옥되어 2년형 언도를 받았으나 병사하였다.
그의 저서인 《면우집》에 나타난 사상은 (1) 모든 심정(心情)이 발(發)함에 있어 <이>는 주재(主宰)가 되고, <기>는 자용(資用)이 된다. (2) 4단7정이 다 같이 정(情)이요, 이발(理發)의 결과이다. (3) <이>는 선하기만 하지만, <기>는 혹은 악하기도 하니 <기>를 검치(檢治)해야 한다. (4) 심(心)의 본체는 이(理)에 있고, 심의 주재가 이이니 심(心)과 성(性)이 다같이 이라 해도 틀린 것이 아니다 등이다.

## 같이 보기
- 산청 이동서당